# Ayot St Lawrence
Pour les articles homonymes, voir Ayot.
Ayot St Lawrence est une paroisse civile et un village du Hertfordshire, en Angleterre.